# Saint-Pierre-de-Coutances
Saint-Pierre-de-Coutances és un municipi francès situat al departament de la Manche i a la regió de Normandia. L'any 2007 tenia 386 habitants.

## Demografia

### Població
El 2007 la població de fet de Saint-Pierre-de-Coutances era de 386 persones. Hi havia 148 famílies de les quals 28 eren unipersonals (16 homes vivint sols i 12 dones vivint soles), 60 parelles sense fills, 52 parelles amb fills i 8 famílies monoparentals amb fills.
La població ha evolucionat segons el següent gràfic:
Habitants censats

### Habitatges
El 2007 hi havia 162 habitatges, 150 eren l'habitatge principal de la família, 4 eren segones residències i 8 estaven desocupats. 161 eren cases i 1 era un apartament. Dels 150 habitatges principals, 118 estaven ocupats pels seus propietaris, 30 estaven llogats i ocupats pels llogaters i 2 estaven cedits a títol gratuït; 2 tenien una cambra, 4 en tenien dues, 10 en tenien tres, 33 en tenien quatre i 101 en tenien cinc o més. 141 habitatges disposaven pel capbaix d'una plaça de pàrquing. A 63 habitatges hi havia un automòbil i a 80 n'hi havia dos o més.

### Piràmide de població
La piràmide de població per edats i sexe el 2009 era:
| Homes | Edats   | Dones |
| ----- | ------- | ----- |
| 0     | 95 o +  | 0     |
| 0     | 90 a 94 | 0     |
| 0     | 85 a 89 | 0     |
| 0     | 80 a 84 | 4     |
| 4     | 75 a 79 | 8     |
| 12    | 70 a 74 | 12    |
| 4     | 65 a 69 | 0     |
| 20    | 60 a 64 | 12    |
| 8     | 55 a 59 | 16    |
| 20    | 50 a 54 | 20    |
| 12    | 45 a 49 | 16    |
| 12    | 40 a 44 | 12    |
| 8     | 35 a 39 | 0     |
| 4     | 30 a 34 | 4     |
| 16    | 25 a 29 | 0     |
| 4     | 20 a 24 | 4     |
| 12    | 15 a 19 | 12    |
| 8     | 10 a 14 | 4     |
| 0     | 5 a 9   | 12    |
| 4     | 0 a 4   | 0     |

## Economia
El 2007 la població en edat de treballar era de 238 persones, 174 eren actives i 64 eren inactives. De les 174 persones actives 168 estaven ocupades (84 homes i 84 dones) i 6 estaven aturades (2 homes i 4 dones). De les 64 persones inactives 27 estaven jubilades, 17 estaven estudiant i 20 estaven classificades com a «altres inactius».

### Ingressos
El 2009 a Saint-Pierre-de-Coutances hi havia 156 unitats fiscals que integraven 389 persones, la mediana anual d'ingressos fiscals per persona era de 18.728 €.

### Activitats econòmiques
Dels 15 establiments que hi havia el 2007, 1 era d'una empresa de construcció, 4 d'empreses de comerç i reparació d'automòbils, 2 d'empreses de transport, 1 d'una empresa d'informació i comunicació, 1 d'una empresa immobiliària, 4 d'entitats de l'administració pública i 2 d'empreses classificades com a «altres activitats de serveis».
L'únic servei als particulars que hi havia el 2009 era una fusteria.
L'any 2000 a Saint-Pierre-de-Coutances hi havia 14 explotacions agrícoles que ocupaven un total de 234 hectàrees.

## Poblacions més properes
El següent diagrama mostra les poblacions més properes.